# 2018年全米オープン (テニス)
2018年 全米オープン（2018ねんぜんべいオープン）は、アメリカ・ニューヨークにある「USTAビリー・ジーン・キング・ナショナル・テニス・センター」にて、2018年8月27日から9月9日にかけて開催された。

## 大会概要
本大会は全米テニス協会（USTA）が主催する138回目の全米オープンであり、国際テニス連盟が大会を管轄し、ATPワールドツアー、WTAツアー、ITFジュニアツアー、ユニクロ車いすテニスツアーの一部として開催された。また全米オープン50年を記念して大会ロゴも一新した。さらにルイ・アームストロング・スタジアムの改修が完了し開閉式屋根スタジアムとなった他、これまでオフィシャルタイムキーパーを務めていたシチズンに代わってロレックスが担当。今大会まででシングルスの32シード制が最後となり、2019年大会から16シードに半減される予定だったが、後に撤回された。

## ポイントと賞金総額

### ポイント配分

#### シニア
| 種目           | W    | F    | SF  | QF  | 4回戦 | 3回戦 | 2回戦 | 1回戦 | Q   | Q3  | Q2  | Q1  |
| 男子シングルス | 2000 | 1200 | 720 | 360 | 180   | 90    | 45    | 10    | 25  | 16  | 8   | 0   |
| 男子ダブルス   | 2000 | 1200 | 720 | 360 | 180   | 90    | 0     | N/A   | N/A | N/A | N/A | N/A |
| 女子シングルス | 2000 | 1300 | 780 | 430 | 240   | 130   | 70    | 10    | 40  | 30  | 20  | 2   |
| 女子ダブルス   | 2000 | 1300 | 780 | 430 | 240   | 130   | 10    | N/A   | N/A | N/A | N/A | N/A |

| 種目               | W   | F   | SF/3rd | QF/4th |
| シングルス         | 800 | 500 | 375    | 100    |
| ダブルス           | 800 | 500 | 100    | —      |
| クァードシングルス | 800 | 500 | 375    | 100    |
| クァードダブルス   | 800 | 100 | —      | —      |

| 種目           | W    | F   | SF  | QF  | 2回戦 | 1回戦 | Q   | Q3  |
| 男子シングルス | 1000 | 600 | 370 | 200 | 100   | 45    | 30  | 20  |
| 女子シングルス | 1000 | 600 | 370 | 200 | 100   | 45    | 30  | 20  |
| 男子ダブルス   | 750  | 450 | 275 | 150 | 75    | N/A   | N/A | N/A |
| 女子ダブルス   | 750  | 450 | 275 | 150 | 75    | N/A   | N/A | N/A |

### 賞金総額
今大会の賞金総額は5300万ドルであり、前年との比較で5%増である。シングルスの優勝者には380万ドルが授与される。
| Event        | W          | F          | SF       | QF       | Round of 16 | Round of 32 | Round of 64 | Round of 128 | Q3      | Q2      | Q1     |
| シングルス   | $3,800,000 | $1,850,000 | $925,000 | $475,000 | $266,000    | $156,000    | $93,000     | $54,000      | $30,000 | $16,000 | $8,000 |
| ダブルス     | $700,000   | $350,000   | $166,400 | $85,275  | $46,563     | $27,876     | $16,500     | N/A          | N/A     | N/A     | N/A    |
| 混合ダブルス | $155,000   | $70,000    | $30,000  | $15,000  | $10,000     | $5,000      | N/A         | N/A          | N/A     | N/A     | N/A    |

## 放送
アメリカでは4年連続でESPNで放送。一部ではESPN2や11のコートではESPN3や全米オープン公式アプリで米国内のみでかつプロバイダ加入者限定で配信されている。
アメリカ以外では世界200カ国・地域にて放送。ヨーロッパではユーロスポーツ、日本ではWOWOWで放送された。

## 優勝者

### シニア
男子シングルス
- ノバク・ジョコビッチ def.  フアン・マルティン・デル・ポトロ, 6-3, 7-6, 6-3

女子シングルス
- 大坂なおみ def.  セリーナ・ウィリアムズ, 6–2, 6–4

大坂は四大大会初優勝。
男子ダブルス
- マイク・ブライアン /  ジャック・ソック def.  ルカシュ・クボット /  マルセロ・メロ, 6–3, 6–1

女子ダブルス
- アシュリー・バーティ /  ココ・バンダウェイ def.  ティメア・バボシュ /  クリスティナ・ムラデノビッチ, 3-6, 7-6, 7-6

混合ダブルス
- ベサニー・マテック＝サンズ /  ジェイミー・マリー def.  アリシア・ロソルスカ /  ニコラ・メクティッチ, 2-6, 6-3, 11-9